# شاين جيبسون (سياسي)
شاين جيبسون (بالإنجليزية: Shane Gibson)‏ هو سياسي باهاماسي، ولد في 7 سبتمبر 1961 في ناساو في باهاماس. نشط حزبياً في الحزب الليبرالي التقدمي. وقد انتخب عضو مجلس النواب في الباهاماس ‏.